# Aerolimuzin
Aerolimuzin – rosyjska linia lotnicza z siedzibą w Moskwie. Obsługuje połączenia czarterowe VIP z portu lotniczego Moskwa-Domodiedowo.

## Flota
W czerwcu 2009 roku flota Aerolimuzin obejmuje następujące samoloty:
- 1 British Aerospace BAe 125
- 3 Jak-40